# Andrea Barnó
Andrea Barnó (Estella, 4 de janeiro de 1980) é uma handebolista profissional espanhola, medalhista olímpica.
Fez parte do elenco medalhista de bronze, em Londres 2012, com oito atuações e cinco gols.